# Tania Gunadi
Tania Gunadi (Bandung, 29 de julho de 1983) é uma atriz e dubladora nascida na Indonésia.

## Biografia
Tania Gunadi nasceu em Bandung, na Indonésia em 1983, mas aos 3 anos veio para os Estados Unidos com seus pais. Interpreta Emma na série original Disney XD, Aaron Stone. Tania também co-protagonizou o Disney Channel Original Movies, Pixel - A Garota Perfeita e o filme Disney Channel de 2005, Go Figure. Tania também apareceu na série Disney Channel, Even Stevens.
Recentemente dublou Miko Nakadai em Transformers: Prime. É esta no elenco do seriado MyMusic.

## Filmografia

### Filmes
| Ano  | Título                                     | Papel                      | Notas                 |
| ---- | ------------------------------------------ | -------------------------- | --------------------- |
| 2001 | The Wild Thornberrys: The Origin of Donnie | Villager/Forest Animal     | Telefilme             |
| 2001 | A Real Job                                 | Tanya, Tammy & Tina        |                       |
| 2003 | Lock Her Room                              | Garota                     | Curta-metragem        |
| 2003 | Nudity Required                            | Voodoo Disco Queen         |                       |
| 2004 | Pixel Perfect                              | Cindy                      | Telefilme             |
| 2004 | Eulogy                                     | Menina em Dormitório       | Participação especial |
| 2005 | Wiener Park                                | Song mi sook               | Telefilme             |
| 2005 | The Magic of Ordinary Days                 | Florence                   | Telefilme             |
| 2005 | Go Figure                                  | Mojo                       | Telefilme             |
| 2009 | Spring Breakdown                           | Garota de cadeira de rodas | Participação especial |
| 2009 | Bob Funk                                   | Connie                     |                       |
| 2010 | Unconditionally                            | Jen                        | Curta-metragem        |
| 2010 | Possessions                                | Janice                     |                       |
| 2012 | Zambezia                                   | Tini (voz)                 |                       |
| 2013 | Such Good People                           | Priti Khadga               |                       |

### Televisão
| Ano  | Título                            | Papel                    | Notas                                                 |
| ---- | --------------------------------- | ------------------------ | ----------------------------------------------------- |
| 2002 | Even Stevens                      | Allison Wong             | 2 episódios                                           |
| 2002 | Haunted                           | Garota anoréxica         | Episódio: "Seeking Asylum"                            |
| 2003 | All About the Andersons           | Kim                      | Episódio: "Piloto"                                    |
| 2003 | Boston Public                     | Sri Sumarto              | 3 episódios                                           |
| 2007 | It's Always Sunny in Philadelphia | Sun-Li                   | Episódio: "The Gang Solves the North Korea Situation" |
| 2009 | Aaron Stone                       | Emma Lau/Dark Tamara     | 35 episódios (2009-2010)                              |
| 2010 | Transformers: Prime               | Miko Nakadai (voz)       | 2010-presente                                         |
| 2012 | Imagination Movers                | Princesa Dee             | Episódio: "Have You Ever Seen a Unicorn"              |
| 2012 | MyMusic                           | Techno                   | 2012-presente                                         |
| 2014 | Enlisted                          | Private First Class Park |                                                       |